# Pierre De Decker
Ne doit pas être confondu avec Pierre Decker.
Pour les articles homonymes, voir De Decker.
Pierre De Decker, né à Zele le 25 janvier 1812 et mort à Schaerbeek le 4 janvier 1891, est un écrivain et un homme d'État belge de tendance catholique. Il est Premier ministre de Belgique de 1855 à 1857.

## Biographie
Pierre (ou Pieter) Jacques François De Decker, né à Zele le 25 janvier 1812 en Belgique sous le régime impérial français, est le fils d'Englebert De Decker, marchand, et de Marie Françoise De Belie. Il épouse Jeanne Claes, originaire de Diest, le 3 novembre 1853 à Bruxelles. 
Il fait ses humanités au collège jésuite de Saint-Acheul près d'Amiens et au collège de Fribourg. Il étudie ensuite la philosophie et le droit à Paris. À la sortie de ses études, il s'établit à Gand comme avocat. 
En 1835, il publie un recueil de vers Religion et amour et, en 1837, fonde un périodique catholique, la Revue de Bruxelles, où les écrivains traitent de lettres et de politique.  
En 1839, il est élu député du Parti catholique de l'arrondissement de Termonde et acquiert une réputation de grand orateur. Il défend l'unionisme, notamment dans ses écrits (l'Esprit de parti et l'esprit national, 1852). Il est parlementaire de 1839 à 1866. Il prend alors des initiatives à la Chambre des représentants en faveur de la promotion du néerlandais comme son « pétitionnement en faveur de la langue flamande » en 1840 ainsi que l'instauration de la « commission flamande » en 1855. 
De 1855 à 1857, il est ministre de l'Intérieur et Premier ministre du dernier gouvernement unioniste (qui comprenait notamment Charles Vilain XIIII, Édouard Mercier et Alphonse Nothomb). Avec l'aide des catholiques et des libéraux modérés, il cherche une solution aux problèmes de la Belgique d'alors, notamment celui de l'enseignement. Il échoue et doit abandonner le pouvoir à la suite de la crise liée à l'adoption de la « loi des couvents ».
En 1866, il quitte la politique pour le monde des affaires. Il est alors impliqué dans le scandale des affaires Langrand-Dumonceau qui lui coûte sa fortune. Bien qu'il ne soit en fait que la victime de circonstances défavorables, son image dans l'opinion publique est fortement entachée, si bien que, lorsqu'en 1871 le gouvernement d'Anethan le nomme au poste de gouverneur de la province de Limbourg, cela déclenche des protestations de grande ampleur. Finalement, De Decker doit démissionner et le gouvernement d'Anethan tombe.
Il était également membre de l'Académie royale de Belgique dont il a été directeur de la classe de lettres en 1862 et 1872. Il a écrit divers livres à caractère historique ou religieux et était un catholique fervent.
À la suite de son décès à la rue des Palais à Schaerbeek le 4 janvier 1891 d'une maladie de cœur, ses funérailles sont célébrées à l'église Saint-Servais de Schaerbeek. Il est inhumé le 8 janvier 1891 au cimetière de Laeken.

## Distinctions
- Commandeur de l'ordre de Léopold (Belgique).
- Grand-croix de l'ordre impérial de Léopold (Autriche).
- Grand-croix de l'ordre de la Maison ernestine de Saxe.
- Grand-croix de l'ordre de l'Immaculée Conception de Vila Viçosa (Portugal).

## Œuvres
- Études historiques et critiques sur les monts-de-piété en Belgique (Bruxelles, 1844)
- De l'influence du libre arbitre de l'homme sur les faits sociaux (1848)
- L'Esprit de parti et l'esprit national (1852)
- Étude politique sur le vicomte Ch. Vilain XIIII (1879)
- Épisodes de l'histoire de l'art en Belgique (1883)
- Biographie de H. Conscience (1885)